# Pietro d’Abano
Pietro d’Abano (lat. Petrus de Apono) (Abano Terme, 1250. – Rim, 1316.), talijanski liječnik, filozof i astrolog.

## Životopis
Studirao je u Padovi, a potom u Carigradu gdje je učio grčki. Kasnije je u Parizu studirao medicinu i matematiku. Izvjesno vrijeme boravio je u Engleskoj i Škotskoj, da bi po povratku u Italiju, predavao medicinu i astrologiju na Arhiliceju u Padovi.
Začetnik je arabizma padovanske škole. Nastojao je uskladiti zapadnjačku nauku i teologiju s naučavanjima arapskih učenjaka (Averoes), što je pribavilo nadimak Conciliator (pomiritelj).
Godine 1306. bio je optužen od strane Inkvizicije zbog bavljenja magijom, ali uspio se obraniti od tih optužbi. Godine 1315. ponovno je pozvan pred sud, no umro je prije početka suđenja. Četrdeset godina nakon smrti proklet je od Inkvizicije, njegova su djela proglašena heretičkim, a tijelo mu je ekshumirano i spaljeno.
Pripisuje mu se autorstvo magijskih knjiga Heptameron i Elucidarium necromanticum.

## Djela
- Conciliator differentiarum quae inter philosophos et medicos versantur, 1472.
- De venetis eorumque remedis, 1472.
- Liber compilationis physiognomiae, 1474.
- Expositio problematum Aristotelis, 1475.
- Quastiones de febribus, 1482.
- Hippocratus libellus de medicorum astrologia, 1485.
- Astrolabium subgrade level in tabulis ascendens etc. cum tractatu nativitatum, 1502.
- Geomantia, 1556.
- Heptameron seu Elementa magica, 1567.